# Школа № 1519
Школа № 1519 — государственное бюджетное общеобразовательное учреждение города Москвы. Находится в районе Строгино Северо-Западного административного округа (ул. Маршала Катукова, д. 21, корп. 2). По данным на 2013 год, в гимназии обучалось 2298 детей. Директор гимназии — Заслуженный учитель Российской Федерации Николай Иванович Сирый.

## История
Гимназия была основана в 1980 году как общеобразовательная школа № 66. Здание построено по типовому проекту V-76 «каре». 25 октября 1994 года получила статус гимназии и нынешний номер 1519. Долгие годы школу возглавляли заслуженный учитель РФ, учитель математики Лариса Филипповна Раппопорт. Именно при ней школа получила новый статус гимназии. Под её руководством в гимназии было воспитано не одно поколение детей, многие из которых ныне работают учителями в гимназии. Большой вклад в развитие гимназии внесли также учителя-предметники З. И Садомовская, Н. В. Клубникина, Н. С. Прудникова, В. Г. Ярошенко, и другие.
1 сентября 2012 года гимназию посетили президент России Владимир Путин и мэр Москвы Сергей Собянин. Они побывали на уроке истории для учащихся 10-го класса и уроке физкультуры для пятиклассников, который вместе со школьной учительницей провела гимнастка Анастасия Гришина. Кроме того, Владимир Путин и Сергей Собянин посетили урок «Сильная личность — сильная команда», который провели дзюдоист Александр Михайлин и гимнастка Алия Мустафина. Затем Владимир Путин провёл в стенах гимназии совещание, посвященное реализации проекта модернизации системы образования в регионах.
В 2010-х годах в ходе программы объединения школ и детских садов Москвы к гимназии были присоединены школа № 85 (как корпус № 2), детский сад № 1322 (как корпус № 3), детский сад № 552 (как корпус № 4), детский сад № 1254 (как корпус № 5), детский сад № 1192 (как корпус № 6), кадетская школа № 1721 (как корпус № 7), детский сад № 1259 (как корпус № 8) и детский сад № 733 (как корпус № 9).

## Положение в рейтингах
Гимназия № 1519 регулярно входит в рейтинги лучших школ Москвы, составленные департаментом образования по результатам образовательной деятельности:
| Год   | 2011 | 2012 | 2013 | 2014 | 2015 | 2016 | 2017 | 2018 |
| ----- | ---- | ---- | ---- | ---- | ---- | ---- | ---- | ---- |
| Место | 57   | 25   | 36   | 76   | 109  | 85   | 120  | 83   |